# Глинки (Калининский район)
Глинки — деревня в западной части Калининского района Тверской области. Относится к Медновскому сельскому поселению.
Деревня находится на правом берегу реки Тверцы, в 15 километрах к северо-западу от города Тверь и в 4 километрах от трассы M-10.
Как и в ряде других деревень по берегу реки Тверцы жители села Глинки занимались строительством барок.
На ручье в окрестностях деревни встречается большая белая цапля (Casmerodius albus). 
А в лесу Косули,Лоси и Кабаны  

## Население
По данным Всероссийской переписи населения 2010 года в деревне проживало 28 человек, из них 14 мужчин и 14 женщин.
| 2008 | 2010 |
| ---- | ---- |
| 22   | ↗28  |